# Machi Koro
Machi Koro (dall'originale giapponese 街コロ, lett. Città rotolante) è un gioco da tavolo ideato da Masao Suganuma in cui lo scopo è sviluppare la propria città e costruire quattro edifici speciali per aggiudicarsi la vittoria.
Le meccaniche di gioco sono regolate dal lancio dei dadi, il cui risultato permette l'acquisto delle strutture disponibili da costruire e allo stesso tempo attiva le abilità degli edifici già costruiti dai giocatori.

## Svolgimento
Ai giocatori vengono distribuite 6 carte iniziali da posizionare davanti a sé, delle quali 2 attive e le altre 4 da costruire per vincere la partita. Tutte le altre carte vengono separate per tipo e distribuite così scoperte sul tavolo, in modo da formare 15 mazzetti.
Il giocatore di turno lancia uno o due dadi (a seconda che abbia costruito o meno la propria stazione ferroviaria) e in base al risultato ottenuto attiva le carte in suo possesso e/o quelle degli avversari: le carte apportano un vantaggio al giocatore garantendogli ad esempio entrate in denaro e protezione dagli attacchi degli avversari. Le carte sono distinte in quattro colori:
- blu: si attivano sempre, indipendentemente da chi ha lanciato il dado;
- verde: si attivano solo per il giocatore di turno;
- rosso: permettono di attaccare gli avversari;
- viola: consentono azioni speciali.

Vince la partita chi costruisce per primo le 4 strutture distribuite a inizio partita.

## Premi e riconoscimenti
- 2015: Premio À la Carte: gioco di carte dell'anno;